# Артюхов Федір Анатолійович
Федір Анатолійович Артюхов нар. 28 січня 1977, Сімферополь) — український футболіст, що грав на позиції нападника і півзахисника. Відомий за виступами в українських футбольних клубах різних ліг, у тому числі у складі сімферопольської «Таврії» у вищій українській лізі та у клубі «Торпедо» (Могильов) у найвищому білоруському дивізіоні.

## Кар'єра футболіста
Федір Артюхов дебютував у професійному футболі 20 жовтня 1993 року у складі сімферопольської «Таврії» в матчі Кубка України проти стрийської «Скали». У вищій українській лізі футболіст дебютував 24 травня 1994 року, вийшовши на заміну в матчі з вінницькою «Нивою». Паралельно футболіст виступапротягом 1994 році в складі команди другої ліги «Титан» з Армянська. У 1995 році Артюхов перейшов до іншої команди другої ліги «Явір» з Краснопілля, проте зіграв за неї лише 1 матч, і перейшов до іншого друголігової команди «Агротехсервіс» із Сум. Після нетривалого перебування в сумському клубі футболіст повернувся до складу «Явора», в якому перебував до кінця 1997 року. На початку 1998 року Артюхов був у складі команди першої ліги «Волинь», проте на поле не виходив. Надалі до кінця 1999 року футболіст грав за аматорський клуб «СВХ-Даніка» з Сімферополя. У 1999 році Федір Артюхов зіграв 10 матчів у найвищому білоруському дивізіоні за клуб «Торпедо» (Могильов). Потім футболіст повернувся до команди «СВХ-Даніка», в якій і закінчив футбольну кар'єру.